# Feria del Calvario
La Feria del Calvario es una feria boliviana tradicional de artesanías en miniatura, gastronomía, sorteos y juegos, la cual es parte tradicional de las festividades del Carnaval de Oruro, declarado obra maestra del patrimonio intangible de la humanidad.
Esta feria se instala en la Plaza del folclore y se desarrolla únicamente durante la temporada de Carnaval. Inicia cada año luego del primer convite, en el mes de noviembre, y se realiza cada domingo hasta una semana antes del Carnaval de Oruro.

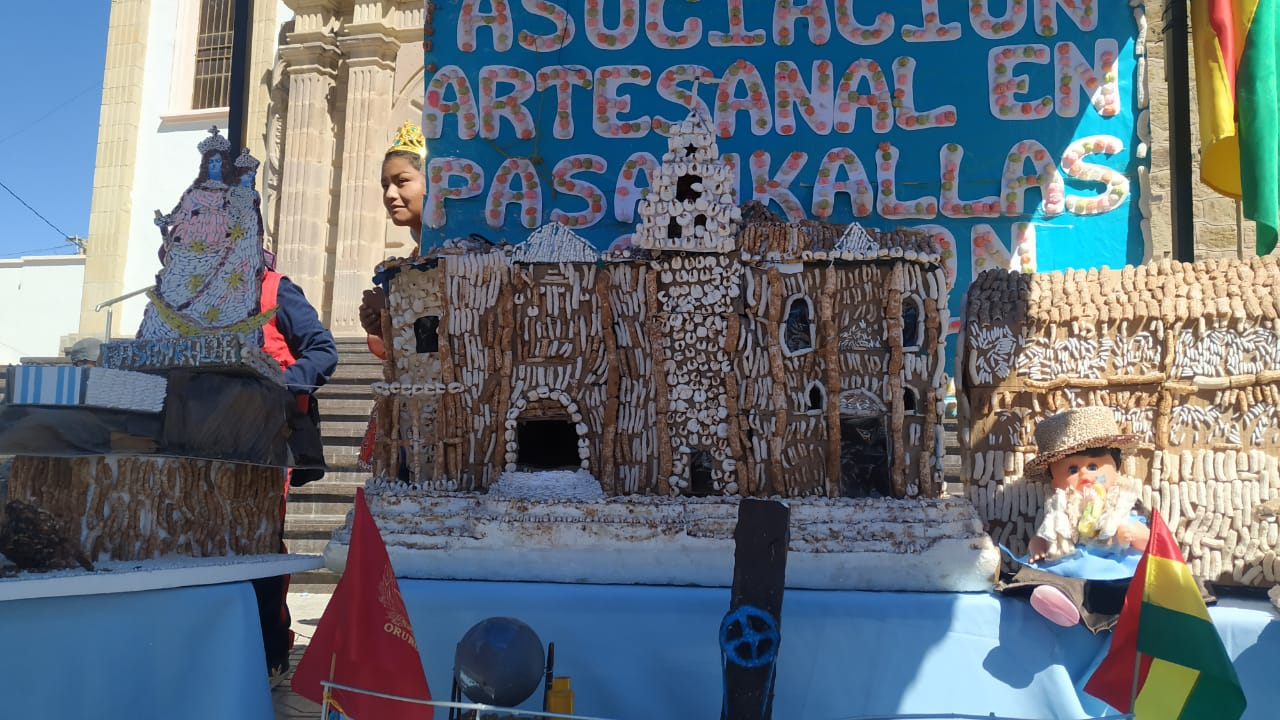
Artesanía realizada en pasankalla en la Feria del Calvario 2024

Los artesanos de Oruro crean sus obras a mano y estas habilidades usualmente son heredadas de sus ancestros familiares. Las personas compran con fe las miniaturas y las llevan a bendecir al santuario de la Virgen del Socavón.

## Historia
Esta feria surgió junto al carnaval de Oruro en la época colonial. 
Los primeros registros documentados son de 1946. Josermo Murillo Vacarreza, quien ocupaba el cargo de inspector de Espectáculos Públicos, llevó a cabo la primera Feria Franca Permanente de Manualidades con el fin de fomentar la cultura popular. Para ello, invitó a los creadores de pequeñas industrias, manufacturas, manualidades, miniaturas, juguetes, alfarería, orfebrería, cerámica, etc. a establecer sus puestos de venta y exhibición en la Plaza del Socavón (en ese entonces llamada Plaza Argentina) además de otorgar premios a los diez trabajos más destacados.

## Distribución del espacio ferial
El espacio ferial donde se emplaza esta feria en la ciudad de Oruro se halla dividido en sectores que ofertan también alimentos tradicionales como api con buñuelos, anticuchos, pasankalla, tortas y otras opciones de comida de consumo callejero. 

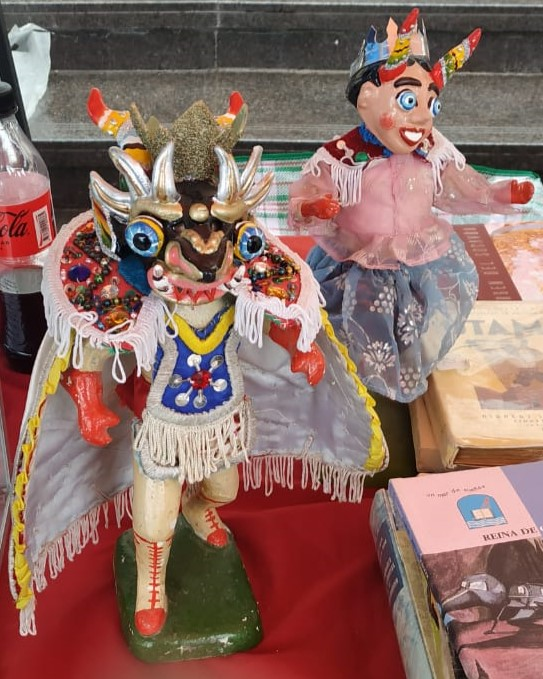
Son figuras de yeso en miniatura que representan a personajes de la diablada de Oruro, este tipo de artesanía se puede encontrar en la Feria del Calvario

La feria también tiene diferentes juegos de suerte y habilidad que se desarrollan en el lugar como los futbolines, tiro al blanco, lota y otros similares.

## Artículos tradicionales
Entre las miniaturas elaboradas por los artesanos participantes de la Feria del Calvario en Oruro se encuentran: 
- Billetes en miniatura, nacionales y extranjeros en fajos o como parte de canastas o conjuntos de la fortuna.

- Viviendas
- Automóviles
- Material de construcción
- Negocios
- Alcancías de yeso
- Personajes del carnaval en miniatura